# Briškula
Briškula (od talijanskog izvornika Briscola) je talijanska kartaška igra udomaćena na hrvatskom i crnogorskom priobalju i otocima. Iznimno je popularna i lako se uči. 
Najčešće se igra s tršćanskim kartama (tal. Carte Triestine). Ima 40 karata u jednom "macu" (špilu). Po istim osnovnim pravilima igra se obična i dupla briškula. Običnu briškulu igraju dva igrača ili u parovima (ukupno četiri igrača), a rijetko kada više igrača (3 ili 5), svatko za sebe. Dupla briškula se igra u dvoje ili četvero. 
Postoje različite varijacije igre i pravila, a ovdje je opisan način igre u Splitu i okolici.

## Miješanje i dijeljenje karata
Svi igrači naizmjenično, po redu, miješaju i dijele karte. Pravilno je dijeliti karte u smjeru kretanja kazaljki na satu. Nakon miješanja karata, prethodni djelitelj prediže karte ili "tuče" (udara rukom po macu). 
Ako su karte predignute, djelitelj dijeli:
a) u običnoj briškuli, po jednu kartu svakom igraču naizmjenično, ukupno tri karte svakome,
b) u duploj briškuli, po dvije karte svakom igraču naizmjenično, ukupno po četiri karte.
Nakon pola podijeljenih karata okreće se jedna karta licem prema gore i na nju se stavlja preostali mac karata, nakon završetka dijeljenja preostalih karata.
Ako su karte tučene (nisu predignute), djelitelj dijeli:
c) u običnoj briškuli po tri karte odjednom svakom igraču,
d) u duploj briškuli po četiri karte karte odjednom svakom igraču.
Na kraju dijeljenja okreće se jedna karta licem prema gore i na nju se stavlja preostali mac karata.

## Pravila igre
Okrenuta karta ispod maca, predstavlja "zog" (boju), u koji se igra. Taj zog je jači od svih ostalih, a za to dijeljenje predstavlja briškulu (odnosno adut).
Postoje 4 zoga: kupe (kope), bate (baštone), špade i dinare. Unutar svakog zoga postoje karte od broja 1-7 i od 11-13. Unutar jednog zoga, najjači je as (aš) (1), pa trica (3), pa kralj (13), konj (12), fanat (11) i dalje od sedmice (7) prema dvici (2). As i trica se još zovu i "karik" (korga, karig). 
As se broji kao 11 punata (bodova), trica vrijedi 10 punata, a karte 2 i 4-7 zovu se "lišine" ili "škart" i ne donose punte (usporedi s izrazom lišo bez punta). Kod ostalih zbrajaju se znamenke pa kralj vrijedi 4 punta, konj 3, a fanat 2 punta. Prema originalnom pravilu, i karta 2 je nosila 10 punat. Ove zadnje 3 karte sa slikama, u igri se zbirno nazivaju – figure ili punti. Ima ukupno 120 punata, tako da partija može završiti i neriješeno, a za pobjedu je potrebno sakupiti 61 punat.
Igrači bacaju po jednu kartu naizmjenično, dok svi ne bace, a zatim najjača strana pokupi bačene karte. Time je završila jedna "ruka" te partije. Nakon toga svaki igrač, počevši od pobjednika te ruke, "peška" (uzima) po jednu kartu s maca i započinje nova ruka, i tako dok se ne odigraju sve karte. Izuzetno, u duploj bruškuli, ako se igra u dvoje, svaki igrač baca po dvije karte u svakoj odigranoj ruci, jednu po jednu, a isto tako i peškaje 2 karte s maca, jednu po jednu.
Igru započinje igrač kojemu su prvom podijeljene karte. Bačena karta predstavlja zog u kojemu se igra ta ruka. Igrač s najjačom kartom te ruke, kupi karte, prvi uzima novu kartu s maca i započinje novu ruku. Prva bačena karta može se "ubiti":
1. jačom kartom istog zoga,
2. ili bilo kojom briškulom. 
Igrači nisu dužni poštovati boju, niti "iberovati". Ako je ruka dobivena uz bacanje karika, to se zove "štrocatura". Npr. za igrača koji je na briškulu svog druga, u dobivenoj poziciji bacio karika, kaže se da je: "štroca' karika". Postoji još jedan aspekt sagledavanja odigranih karata u igri koji se podrazumjeva pod pojmom franko karta iliti frankuša a vezan je za najjače karte koje su u igri a nisu briškule. Često se pod tim izrazom sagledavaju kraljevi, konji i fanti pa i u datim trenutcima i ostale karte istog zoga kojima u igri nisu ostali asevi i trice te se zbog toga ako su odigrane prve ne mogu ubiti ničim osim adutom. Pod odigravanjem ovih karata prvih po redu igranja, protivnika se prisiljava da ubija briškulama (troši briškule) karte koje ne nose značajne punte ili da propušta ubiti ili nema uopće briškula za ubiti takve karte, koje strana koja ih odigra koristi za sakupljanje što više punata uz minimalni rizik gubitka punata ako je franko karta presječena briškulom. 
Specifičnost igre u parovima jest da je dopuštena komunikacija drugova unutar para za cijelo vrijeme igre osim zadnje ruke. Kada igrači peškaju zadnje karte s maca, daljnja komunikacija mora prestati. Međutim tada drug drugu pruža svoje karte, koje se pregledaju i zatim vrate, pa se u tišini odigra zadnja ruka te partije, nakon čega se pristupi brojenju dobivenih punata i proglašavanju pobjednika te partije. Postoji varijanta da obje strane imaju po 60 punata, tada igrač koji je mješao tu ruku ponovno miješa i dijeli karte a partija se kaže da je ostala bez pobjednika ili po šezdeset.
Igra se na 4 dobivene partije. Evidencija o pobjedama se vodi tako da se na papiru nacrta jedna okomita crta i preko nje 4 vodoravne crte. Za svaku pobjedu označava se crna točka na strani pobjednika. Ako jedna strana završi partiju s 4 pobjede, u 4 odigrane partije – to se zove "češalj".
Osobitosti igre
Osobito je interesantna igra parova, jer je dopuštena komunikacija, ali i tajni znakovi tzv. "moti". Osobe koje čine jedan par su "kumpanji" ili "drugovi". Drug s drugom ima, ili prethodno dogovara tajne znakove kojima daju do znanja kakvim kartama raspolažu (davanje signala može biti i lažno). Uobičajeni moti su:
- široko otvaranje usana nakratko – označava karika,
- nakratko napućiti usne – označava asa od briškule,
- namignuti ili usne na stranu – označava tricu od briškule
- podizanje obrva – označava kralja od briškule,
- podizanje jednog ramena – označava konja od briškule,
- pokazivanje vrha jezika - označava fanta od briškule,
- lagano udaranje prstom po svojim kartama - vlasnik ima malu briškulu

Dakle, moti mogu biti i namigivanje, znakovi ustima, obrvama i razne mimike lica i tijela, a svrha im je da protivnički par ne dozna koje su informacije motima razmijenjene, ili zavarati protivnike.
Uobičajena komunikacija svodi se na kratke poruke: "karik" (korga, karig), "lišo", "punti", "briškulu", "briškulicu", "malu"...i predstavljaju upute igraču u paru, koju kartu baciti u tom trenutku.
Partije strastvenih igrača, ponekad se igraju za piće, "marendu", "kilo pečenoga"...u kojim slučajevima partije karata imaju poseban emotivan naboj, a često su začinjene prigodnim "beštimjama" (psovkama) i gestikuliranjem u skladu s mediteranskim temperamentom, ali uvijek u granicama pristojnosti i bez osobnih uvrjeda.
Tajne dobre igre sastoje se u memoriranju prethodno odigranih karata, zbrajanju i memoriranju dobivenih punata i savršenoj koncentraciji na igru. U igri često može biti presudno, tko će peškati donju kartu briškulu, pa se lukavstvom u odigravanju predzadnje ruke nastoji navesti protivnika dobiti tu ruku i prvi peška, odnosno navesti protivnike u situaciju da igraju prvu ili drugu ruku, ovisno kako je povoljnije u situaciji.